# Ibolya Mehlmann
Ibolya Weiszné Mehlmann, född den 4 november 1981 i Pécs, är en ungersk före detta handbollsspelare (högernia), som spelade för Ungerns damlandslag i handboll.

## Klubblagskarriär
Mehlmann började sin professionella karriär i Győri ETO KC. Efter silvret i ungdoms-VM lyfte hennes karriär och hon blev förstavalet  i klubben. År 2005 började hon spela för Dunaferr SE men stannade bara ett år i klubben. 2006 bytte hon till Aalborg DH. År 2008 blev hon gravid och avslutade kontraktet med den danska klubben. I december 2008 födde hon en son.
Mehlmann började träna igen 2010 och spelade med i det ungerska division två-laget VKLSE Győr. I slutet av säsongen värvades hon av Veszprém Barabás KC. I augusti 2011, fortfarande under kontrakt med Veszprém, reste Mehlmann till Ljubljana med tillstånd från sin klubb att delta i en match för RK Krim. Hon imponerade på den slovenska klubbens stab som erbjöd henne ett kontrakt. Mehlmann accepterade och flyttade till Krim i augusti 2011. Hon spelade till 2012 för klubben. Hennes sista klubb på professionell nivå blev Hypo Niederösterreich som hon spelade för 2015–2016.

## Landslagskarriär
Ibolya Mehlmann visade goda färdigheter som målskytt och var med och ledde det ungerska juniorlandslaget att vinna silvermedaljen vid U20-VM 2001. Hon debuterade 2002 i det ungerska landslaget och var med och vann VM-silver 2003 och VM-brons 2005 och vid Europamästerskapet i handboll för damer 2004 som spelades i Ungern blev det brons. Hon deltog även vid Olympiska sommarspelen 2004. Vid EM 2006 var hon bästa målskytt för det ungerska laget med 37 mål och blev uttagen till All-Star-Team. Hon spelade från 2002 till 2010 133 landskamper och gjorde 349 mål för Ungern.

## Klubblagsmeriter
- Nemzeti bajnokság (ungerska ligan)
  - : 2005
- Magyar Kupa (ungerska cupen)
  - : 2005
- EHF-cupen:
  - : 2002, 2004, 2005

## Individuella utmärkelser
- All star team högernia vid Europamästerskapet i handboll för damer 2006